# 日本鉄道産業労働組合総連合
日本鉄道産業労働組合総連合（にほんてつどうさんぎょうろうどうくみあいそうれんごう）はかつて存在した国鉄、JR各社の労働組合の連合体。略称は鉄産総連（てっさんろうれん）。国鉄分割民営化を巡り、賛成派が国鉄労働組合（国労）を脱退、1987年2月28日に結成し日本労働組合総評議会（総評）に加盟した。
その後、JR総連から脱退した旧鉄労系組合と、1992年5月18日にJR連合を組織した。

## 歴史

### 国労分裂と鉄産総連の結成
1985年頃から始まった国鉄分割民営化議論にたいし、国鉄の最大組合である国労は当初は反対していた。しかし、3年前から始まっていた「反国鉄キャンペーン」（国鉄の赤字を国労のせいにした）やこれまでのストライキなどの強行などから、国労に対する国民の風当たりは強く、国労は不利な情勢に立たされた。また当初は、国鉄当局も抜本的な組織変革を渋っていたが、葛西敬之（後のJR東海会長、2022年死去）・井手正敬（後のJR西日本会長。JR福知山線脱線事故により相談役を引責辞任）・松田昌士（後のJR東日本会長、2020年死去）の「国鉄改革三人組」を中心にした勢力が実権を握ると、民営化推進と対組合強硬姿勢に転じた。これに対し、第2、第3、第4組合の動労、鉄労、全施労は折れて分割民営化などへの協力を求める労使共同宣言に応じ、国労の苦境は深まる。
1986年7月6日の衆参同日選挙（第38回総選挙・第14回参院選）で自民党が大勝し、国労側はさらに劣勢に追い込まれた。当局は反対を貫き通そうとする国労に対し、徹底的な切り崩し工作（組合勧誘、脅迫、人事異動、国労と動労に対して行っていた違法スト損害賠償を動労分だけ取り下げる、など）をし、国労は動揺。また国労の一連の動きを批判する内部の声も高まってくる。
こうして、国労でも労使共同宣言を受け入れて分割・民営化を認めるべきとの主張が出され、特に国労主流派は民営化容認に傾いていった。しかし当時の国労内の勢力は、主流派（旧社会党右派系）・非主流派（旧社会党左派系）・反主流派（共産党系）の3つに分かれており、数を見れば主流派が多いものの過半数を制してはいないという危うい勢力バランスであった。そして民営化容認案は非主流派と反主流派の反対でまとまることはなかった。さらに当局側は国労の分断を図るために、労使共同宣言を受け入れるなら、（1）国労が当局を相手取り地方労働委員会に行った不当労働行為申立ての取り下げ（2）人材活用センターの容認（3）職場の点検摘発行動、安全問題の内部告発をしないという、これまでの国労の行動を全否定するような条件も呑むよう要求した。また、暗に非主流派・反主流派を「切れ」ば、主流派は助けると持ちかけられていた。
国労は10月9日に修善寺で臨時大会を開き、五十嵐中央執行委員率いる非主流派と、徳沢中央執行委員率いる反主流派が足並みを揃え、激論の末採決に持ち込まれ、投票の結果は分割民営化反対が大多数を占めた。結果として山崎俊一委員長（主流派）は退陣に追い込まれる。後任として分割民営化反対の六本木敏が選出された。山崎率いる主流派は国労を脱退して民営化後の各社別に新組合を旗揚げし、民営化直前の1987年2月28日にその連合体である日本鉄道産業労働組合総連合を結成した 。
中央執行委員長は吉村勇治郎で、組合員数3万5000人。同年5月には日本労働組合総評議会（総評）に加盟した。その年9月1日に民営化賛成派がほとんどを占める全日本民間労働組合協議会に加盟し、そのまま日本労働組合総連合会（連合）の結成に参加した。一方、国労は一気に少数組合に転落し、影響力をなくしていった。

### 旧鉄労系との統合
分割民営化反対運動の中で、賛成に転じた諸組合は87年2月2日に全日本鉄道労働組合総連合会（鉄道労連、民営化後はJR総連）を結成していた。だが、その実態は長年対立を繰り返してきた組合の寄り合い所帯で、常に対立の火種を抱えていた。特に旧動労系と長らくの労使協調路線の旧鉄労系との2大勢力の対立が特にひどく、何度も分裂の危機を呈していた。組合の主導権自体は数で勝る旧動労系が握っており、旧鉄労系はたびたび旧動労系を批判していた。
1992年、ついにJR総連参加の鉄労系が主導権を握る組合や支部がJR総連を脱退し、鉄産総連と合同してJRの多数派を制しようとする。そして5月18日、鉄産総連と旧鉄労系は組織統合をし、日本鉄道労働組合連合会（JR連合）が発足する。これにより、JRグループ全体と、JR東海、西日本、四国、九州の各社でJR連合は多数派を確保した。

## 加盟組織とJR連合成立後の変遷
- 北海道鉄道産業労働組合（北海道鉄産労）
  - JR連合成立後も組織はそのまま。2003年10月26日、国労からの新たな脱退者が加入してJR北海道労働組合（JR北労組）になる。
- 東日本鉄道産業労働組合（東日本鉄産労）
  - JR連合成立後も組織はそのまま。2001年2月、JR総連から新たに脱退した2組合が加入してJR東日本労働組合となる。2004年11月、国労から新たに脱退した1組合が加入してジェイアール東日本労働組合（JR東日本ユニオン）となり、更に2013年にJR総連から脱退した1組合が合流してJR東日本労働組合（東日本ユニオン）となる。
- 東海鉄道産業労働組合（東海鉄産労）
  - JR連合成立後しばらくは組織はそのまま。10ヶ月後の1993年3月に、旧鉄労系・JR東海労組と組織統合して東海旅客鉄道労働組合（JR東海ユニオン）になる。
- 西日本鉄道産業労働組合（西日本鉄産労）
  - JR連合成立時に旧鉄労系・西日本旅客鉄道労働組合（JR西労組）に組織統合。
- 四国鉄道産業労働組合（四国鉄産労）
  - JR連合成立後しばらくは組織はそのまま。5ヶ月後の1992年10月に、旧鉄労系・四国旅客鉄道労働組合（JR四国労組）に組織統合。
- 九州鉄道産業労働組合（九州鉄産労）
  - JR連合成立後しばらくは組織はそのまま。10ヶ月後の1993年3月に、旧鉄労系・現九州旅客鉄道労働組合（JR九州労組）に組織統合。
- 日本貨物鉄道産業労働組合（貨物鉄産労）
  - 旧鉄労系にはJR貨物の組織が無かったため、現在も存在する。

各社組合の略称は○○鉄産労だが、「鉄産労」という組織自体は鉄道産業労働組合（動労から分裂）がある。これらは混同しやすいので注意されたい。